# Store forventninger
 For alternative betydninger, se Store forventninger (flertydig). (Se også artikler, som begynder med Store forventninger)
 "Great Expectations" omdirigeres hertil. For anden betydning, se Great Expectations (film fra 1917).
Store forventninger (eng. Great expectations) er en roman af Charles Dickens, der kom som føljeton i All the Year Round fra december 1860 til august 1861. 
Romanen er et af Dickens' hovedværker og en af verdens mest populære bøger, med mere end 250 bearbejdninger til teater og film.